# Чхого
Чхого (кор. 초고왕, 소고왕, 속고왕, 肖古王, 素古王, 速古王, Chogo-wang, Sogo-wang, Sokgo-wang, Ch'ogo-wang, Sogo-wang, Sokko-wang; пом. 214) — корейський ван, п'ятий правитель держави Пекче періоду Трьох держав.

## Походження
Відповідно до «Самгук Сагі» Чхого був сином і спадкоємцем вана Керу. Зайняв трон 166 року після смерті батька. Незадового до сходження на престол Чхого між Пекче й сусідньою Сіллою почалась війна.

## Правління
167 року Чхого розпочав атаку на Сіллу, захопивши дві фортеці, втім Сіллі вдалось відбити той напад і змусити військо Пекче відступити. В 188—190 роках Чхого організував чергову кампанію проти Сілли, знову захопивши кілька фортець. 204 року він зруйнував Йочу. Також ван зводив нові фортеці на захоплених територіях, переселяючи туди своїх підданих.
214 року Чхого розпочав війну проти племен мохе. Він відрядив тисячу солдат, щоб захопити фортецю Секмун, натомість мохе атакували прикордонні регіони Пекче. В липні того ж року 214 до меж володінь Чхого вторглась Сілла, захопивши фортецю Сахейон.
«Самгук Сагі» згадує такі основні події часів правління вана Чхого:
- осінь 167 року: війська Пекче скрито атакували дві фортеці в західному регіоні Сілли. Вони захопили тисячу чоловіків і жінок, після чого відступили. Трохи згодом правитель Сілли відрядив 20-тисячне військо, щоб здійснити напад на кілька фортець на сході Пекче. 8-тисячний загін кінноти під керівництвом самого правителя Сілли сягнув берегів річки Хан, після чого ван Чхого був змушений повернути Сіллі захоплені території;
- в останній день весни 170 року відбулось сонячне затемнення. На початку зими того ж року Чхого відрядив війська для вторгнення до Сілли;
- зима 186 року: спостерігалось явище, коли на небі не було хмар, але була блискавка. На північному заході спостерігали проліт комети, яка зникла за 20 днів;
- навесні 187 року країну спіткала велика посуха, через яку вода пішла зі столичних криниць і з річки Хан;
- навесні 188 року було проведено капітальний ремонт палацу. Тоді ж було організовано чергову експедицію проти Сілли й атаковано фортецю Мосан;
- навесні 189 року, в перший день четвертого місяця спостерігалось сонячне затемнення. Восени того ж року армія Пекче зазнала поразки від військ Сілли, втративши 500 вояків;
- влітку 190 року солдати Пекче атакували регіон Вонсан у західній частині Сілли, зокрема здійснили напад на фортецю Пукок, та зустріли опір місцевих сил і були змушені відступити до фортеці Васан, після чого організували контрнаступ і здобули значну перемогу;
- восени 191 року на небі спостерігалась комета;
- восени 199 року стався землетрус. Тоді ж ван відрядив війська для нападу на кордони Сілли;
- восени 204 року було здійснено черговий напад на Сіллу, в результаті якого було захоплено фортеці Йоча та Сеулбу. Після цього правитель Сілли, Нехае, відрядив шість ескадронів елітної кінноти атакувати фортецю Сахейон. Узимку того ж року на сході спостерігався проліт комети;
- восени 205 року Венера перетиналась із Місяцем;
- восени 208 року через нашестя сарани та посуху було знищено врожай, що призвело до зростання злочинності, втім Чхого зумів упоратись зі злодіями;
- взимку 209 року в країні вирував тайфун, що виривав дерева з коренем;
- навесні 210 року було зведено дві фортеці, до яких переселили жителів східних регіонів. Взику того ж року племена мохе атакували фортецю Садо, втім не змогли захопити її. Вони зуміли лише підпалити браму й утекти;
- восени 211 року через знищення врожаїв сараною почався голод;
- в останній день шостого місяця 212 року спостерігалось сонячне затемнення;
- восени 213 року чоловік на ім'я Хохо вполював білого оленя та подарував його вану. Чхого побачив у цьому добрий знак і нагородив Хохо сотнею мір зерна;
- восени 214 року ван наказав захопити фортецю Секмун, що належала племенам мохе. Взимку того ж року кіннота мохе здійснила контр напад, діставшись берегів річки Сул. Трохи згодом ван Чхого помер.